# نصرالله شادلو
نصرالله شادلو از سیاستمداران ایرانی بود، که در دوره‌  هفدهم بعنوان نماینده بجنورد در مجلس شورای ملی حضور داشت.